# Emotional Arithmetic
Emotional Arithmetic ist ein kanadisches Filmdrama von Regisseur Paolo Barzman aus dem Jahr 2007. Es basiert auf dem gleichnamigen Buch von Matt Cohen (1990). Die Hauptrolle verkörpert Susan Sarandon.

## Handlung
Der Film behandelt die Schicksale von drei Holocaust-Überlebenden. Im Zweiten Weltkrieg beschützte der jüdische Autor Jakob Bronski die englischsprachigen Kinder Melanie und Christopher im Konzentrationslager der französischen Stadt Drancy. Ihre Wege trennten sich, als Jakob an ihrer Stelle nach Auschwitz kam.
Circa vierzig Jahre später, im Jahr 1985, ist Melanie die Frau von David Winters. Sie sind die Eltern des mittlerweile erwachsenen Benjamin, der wiederum einen kleinen Sohn namens Timmy hat. Die Ehe der Winters ist durch Davids Untreue belastet. Christopher, Melanies Freund und Leidensgenosse aus der Kinderzeit, und Jakob suchen Melanie in ihrem Haus auf dem Land in Québec auf. Christopher leidet unter der Tatsache, dass er die Nazigräuel überlebte. Melanie fühlt sich als Zeugin der damaligen Ereignisse, die nicht vergessen werden dürfen. Eifersucht erwacht in David, als sich eine Liebesgeschichte anbahnt. An einem Sommerabend versuchen die Charaktere in schwarzweißen Rückblenden die quälenden Erinnerungen der Vergangenheit und ihre psychischen Wunden zu bewältigen und einen Weg in eine bessere Zukunft zu finden.

## Kritiken
- Constance Droganes von CTV.ca beschrieb am 14. September 2007 den Film als „relevant“ und bezeichnete Susan Sarandon und Max von Sydow darin als „Oscar-würdig“.[1]
- Scott Foundas erwähnte am 24. September 2007 bei variety.com die allgemein soliden schauspielerischen Leistungen („generally solid performances“) sowie Barzmans starke visuelle Vorstellungskraft („Barzman’s strong visual imagination“).[2]

## Hintergrundinformationen
Die fünfwöchigen Dreharbeiten fanden vom 27. September bis zum 3. November 2006 statt. Gefilmt wurde in Montreal und vorwiegend auf dem Land in der Provinz Québec, in Austin/Magog, in einem alten Haus in der Nähe von Donald Sutherlands Haus in Georgeville (Eastern Townships). Das Budget betrug etwa 6,8 Millionen US-Dollar.
Anfang 2007 gab es Unstimmigkeiten zwischen Paolo Barzman und Jefferson Lewis wegen der Namensnennung des Drehbuchautors, wobei sich Barzman übergangen fühlt.
Das Projekt wurde durch Telefilm Canada und Sodec unterstützt und wird von Seville Pictures vertrieben. Die Weltpremiere des Films fand am 15. September 2007 statt und zwar als Abschlussfilm des Toronto International Film Festival 2007. In den kanadischen Kinos erschien er im April 2008. Als DVD wurde er unter dem Titel Autumn Hearts: A New Beginning am 22. Juli 2008 veröffentlicht.
Der Film ist der verstorbenen Rebecca Yates, einer Geschäftspartnerin von Suzanne Girard, und dem 1999 verstorbenen Autor Matt Cohen gewidmet, mit dem Anna Stratton zusammengearbeitet hatte.